# Palmariggi
Palmariggi – miejscowość i gmina we Włoszech, w regionie Apulia, w prowincji Lecce.
Według danych na rok 2004 gminę zamieszkiwały 1603 osoby, 200,4 os./km².